# Бої за Енергодар
Бої за Енергодар загалом та за Запорізьку АЕС, розташовану в місті, почалися під час повномасштабного російського вторгнення в Україну у лютому 2022 року. З березня 2022 року російські війська тимчасово окупували місто.

## Перебіг подій (2022)

### Лютий
27 лютого росіяни розпочали стягувати війська до міста.

### Березень
1 березня військовослужбовці в/ч 3042 Національної гвардії України із підрозділами ТРО продовжували бої з російськими окупантами біля Енергодара. Ворог зосередив близько 90 одиниць військової техніки в районі села Дніпровка.
1-2 березня мешканці Енергодара масово вийшли на трасу, щоб зупинити просування колони російських військ.
3 березня на місто рухалася російська колона з приблизно 100 одиниць важкої техніки. Російські війська поновили спроби захоплення Запорізьку АЕС. В ніч на 4 березня російські окупанти почали заходити в місто та на околиці АЕС, військовослужбовці в/ч 3042 Національної гвардії України разом із підрозділами ТРО в цю ніч вели запеклі бої за Запорізьку АЕС.
4 березня о 02:26 ночі третій енергоблок було від'єднано від єдиної енергосистеми. О 05:20 підрозділи ДСНС виїхали на гасіння пожежі в учбово-тренувальному корпусі — 40 осіб та 10 одиниць техніки. Окупанти обстріляли перший енергоблок станції, в результаті там спалахнула пожежа. О 9:00 майданчик Запорізької АЕС було захоплено росіянами. Були загиблі та поранені серед українських захисників станції — загинуло троє українських військових. В полуденну пору у місті пролунав потужний вибух.
9 березня всередині Запорізької АЕС перебували 500 російських військових та 50 одиниць важкої техніки. Окупанти 4 дні тримали в заручниках працівників станції. Персонал катували, змушуючи записувати їх звернення до українського народу. Записані відео російські пропагандисти планували використати як провокацію та дезінформацію.
О 13:00 почалася евакуація жителів Енергодара до Запоріжжя. Зеленим коридором рухалася колона під егідою Червоного Хреста.
14 березня російські військові підірвали кілька боєприпасів на майданчику Запорізької АЕС поряд із руїнами учбово-тренувального центру та енергоблоку № 1. Окупанти планували продовжити підриви на території АЕС, піддавши її небезпеці.
30 березня окупанти не пропустили у Василівці евакуаційну колону з Енергодара до Запоріжжя.

### Квітень
2 квітня в Енергодарі пролунала серія вибухів, в результаті було поранено чотирьох людей.
8 квітня російські війська захопили будівлю Укртелекому в місті, окупанти винесли звідти все обладнання. Під час катувань населення міста найбільше репресій їм завдавали бойовики з Донбасу.
27 квітня російські «ЗМІ» поширили фейк про начебто атаку українських безпілотників на місто.
30 квітня в тимчасово окупованому місті окупанти почали вводити в обіг російські рублі. За них людям пропонували купувати сосиски, ковбасу й інші продукти, привезені з тимчасово окупованого Криму, Білорусі та РФ.

### Травень
22 травня в Енергодарі колаборанта Андрія Шевчика разом із охороною підірвали у під'їзді будинку його матері на вулиці Курчатова. При цьому все було зроблене партизанами філігранно. Ніхто із мешканців під'їзду не постраждав. Після спроби вибуху в під'їзді російські окупанти розпочали обшуки — шукали червону «Audi» та двох молодих людей, а також посилили огляд на блокпостах.
Крім того, до 24 травня всіх автовласників змушують зняти тонування з машин. Інакше загрожують штрафами.
23 травня російські окупанти увірвались до помешкання співробітника енергоремонтного підрозділу Запорізької АЕС Сергія Швеця та розстріляли його з автоматичної зброї. З численними кульовими пораненнями Сергій Швець був ушпиталений до міської лікарні Енергодара. «Ані пояснити, ані виправдати таку нелюдську жорстокість неможливо» — про це повідомила прес-служба «Енергоатома».
27 травня у тимчасово захопленому Енергодарі новий псевдомер Руслан Кірпічов боїться повторити долю попереднього самозваного псевдомера Андрія Шевчика, якого він замінив. Тому почав укріплювати готель, у якому проживає. Бандит з ОРДЛО на прізвисько «Кирпич», який змінив випадково підірваного від вибуху газу зрадника Шевчика на посаді гауляйтера Енергодара, вочевидь, не вірить у диво визнання «русского мира» енергодарцями й сильно боїться «випадковостей». Кірпічов притягнув бетонні блоки до готелю Запорізької АЕС «Вставка», який також захоплений терористами, поруч розташована військова техніка окупаційних військ.

### Червень
1 червня російські окупанти вирішили провести часткову ротацію через те, що ті звикли до місцевих жителів і почали співчувати енергодарцям. «Нові» кадри більш агресивні, частина з них — бойовики так званих «Л-ДНР». Ротацію ініціювало командування загарбників з кількох причин. Зокрема, їм стали відомі випадки «звикання» російських окупантів до місцевого населення та вияву співчуття. Ще однією причиною для ротації, ймовірно, стала нещодавня спроба ліквідувати «голову окупаційної адміністрації» міста Андрія Шевчика.

### Липень
4 липня, в Енергодарі знову змінився голова окупаційної влади — його зайняв так званий «військовий комендант»  Олександр Молоков («Волга»). При цьому мер Енергодара Дмитро Орлов повідомив, що Молоков брав активну участь у крадіжці врожаю в Запорізькій області та його вивезенні до анексованого Криму. Так званий «комендант» був раніше засудженим у Росії за хабар. Обіймаючи посаду начальника ЖКГ, Молокова затримали, коли той брав гроші. Йому заборонено обіймати певні посади строком на 7 років. Однак за окупаційної влади він обійняв адміністративну посаду.
5 липня, через відмову українських енергетиків співпрацювати, рашисти завозять власний персонал на захоплену ЗАЕС Більшість робітників Запорізької атомної електростанції відмовляються співпрацювати з окупантами, відтак росіяни звозять на станцію робітників «Росенергоатому». Не допомагають окупантам пропозиції у вигляді підвищених зарплат та оплачуваного відпочинку в Кирилівці чи Криму. Відтак окупанти до кінця липня планують сформувати новий штатний розпис станції. Водночас за планом росіян, усі робітники станції, що не погоджуються співпрацювати з ними мають залишити місто. До кінця вересня станцію планують відключити від української енергомережі. Така ситуація в окупантів й по інших галузям. Так, не йдуть на співпрацю й не оформлюють нові трудові договори працівники ДСНС. Захоплену залізницю обслуговують працівники так званої «Кримської залізниці», адже місцеві мешканці в переважній більшості відмовились від співпраці з окупантами.
11 липня, в Енергодарі була неспокійна ніч. Спочатку енергодарців розбудили звуки кількох вибухів, що пролунали чи то в самому місті, чи то біля нього, а далі протягом другої половини ночі в різних мікрорайонах лунали дивні хаотичні постріли. Дивні, тому що в енергодарців склалося стійке враження, що окупанти стріляли просто в повітря, зображуючи перестрілку, якої насправді не було. Насправді окупанти обстріляли і потім показали пошкодження гаража, який знаходиться неподалік будівлі СБУ. З метою, щоб «виправдати обстріли» населених пунктів на протилежному березі Дніпра, або зробити вигляд, що ведуть нічні бої з підрозділами ЗСУ, аби довше затриматися в місті і не потрапити на ротацію — на передову. З логікою в окупантів не складається, як і зі стратегією чи тактикою війни.
13 липня, близько 10:00, у забороненій для прольотів зоні неподалік ядерного об'єкту був зафіксований проліт гелікоптера вогневої підтримки Ка-52 вкс рф. Він скинув невідомий предмет циліндричної форми на один з корпусів учбово-тренувального центру атомників, розташований безпосередньо перед промисловим майданчиком ЗАЕС. Загарбники продовжують нехтувати правилами ядерної безпеки — можливо, задля дискредитації Збройних Сил України — та створювати загрозу надзвичайної ситуації з непередбачуваними наслідками планетарного масштабу.
14 липня, російські загарбники продовжують розміщувати на території Запорізької АЕС важке озброєння, зокрема, ракетні комплекси,якіе використовують для обстрілів правобережжя річки Дніпро, території Нікопольської та Апостолівської громад. Безпосередньо на території станції перебуває близько 500 окупантів, які фізично охороняють периметр. Загарбники пошкодили лінію зв'язку між Запорізькою ТЕС та Нікополем, які наразі вдалося відновити.
17 липня, окупанти захопили і вивезли у невідомому напрямку начальника служби охорони навколишнього середовища Запорізької АЕС Ігора Квашніна. Служба охорони відповідає за безпеку навколишнього середовища АЕС, тобто відсутність забруднення будь якими речовинами включаючи радіоактивні. Окупанти продовжують викрадати містян та працівників ЗАЕС, і це набуває катастрофічних масштабів. Місце перебування частини з них — невідоме. Решта перебувають у дуже важких умовах: їх катують струмом та знущаються як фізично, так і морально.
18 липня, на території тимчасово окупованій Запорізькій АЕС було поранено 9 російських окупантів, яких госпіталізували до місцевої лікарні, один з них у реанімації. Також серед загарбників є загиблі. Зазначається, що орки злякалися настільки, що в паніці бігали територією станції, на тривалий час заблокували на підприємці одразу дві зміни оперативного персоналу, які мали міняти один одного, незабаром все ж їх відпустили.
25 липня, вночі окупанти обстріляли Нікополь та Марганець зі спальних районів Енергодара. У різних мікрорайонах Енергодара було чутно потужний звук від переміщення  важкої техніки та гучні залпи від запуску ракет. Окупанти знову обстрілювали РСЗВ населенні пункти на протилежному  березі водосховища. І цього разу вони вже навіть не робили спроб приховати свої злочини проти людства від місцевого населення. Якщо раніше нищівну ракетну зброю розміщували переважно у передмісті, в селах та на майданчику Запорізької АЕС, і вже звідти вели обстріли Нікополя та Марганця, то цього разу нелюди це робили прямо посеред вулиць, зі спальних районів Енергодара.
В Енергодарі окупанти облаштували вогневі позиції на території вантажного порту ЗАЕС. Фортифікаційні споруди та військову техніку розташували за енергоблоками № 1, № 6 ВП ЗАЕС. Накопали окопів також за територією УВТК ВП ЗАЕС, біля в/ч 3042, три окопи вздовж «нової» дороги на ВП ЗАЕС, біля «старої» дороги на станцію навпроти ЗСК, на території ВОХР ВП ЗАЕС та навіть між охолоджувальними каналами на території станції та в лісі, в бік Мічуріно. На території СТО в промисловій зоні окупанти облаштували стоянку військової техніки. Це лише малий відсоток відомих позицій окупантів, на яких вони мріють залишитись непомітними та захищеними.
29 липня, в першому мікрорайоні, перед готелем «ВП ЗАЕС» пролунало кілька вибухів, після чого здійнялася пожежа. Гасили її із залученням спеціальної рятувальної техніки. Наразі відомо, що у повітря злетіло три одиниці військової техніки окупантів, яка перегороджувала під'їзд до готелю, а також здетонували боєприпаси, через що тривалий час не було можливості погасити пожежу. За наявною інформацією, серед цивільних мешканців постраждалих не було, проте в будинках, розташованих неподалік, вибило вікна.

### Серпень
2 серпня російські окупанти оголосили про шалені плани на окупованих територіях, зокрема з освітнього геноциду, до 1 вересня планують відновити декілька загальноосвітніх шкіл в Енергодарі з вивченням російської програми, серед усього планують окремий урок про російсько-українську війну. Учням планується видавати спеціальний клаптик папірця з печаткою, на якому буде номер школи та ім'я класного керівника. Якщо батьки не зможуть надати докази «міліціонерам», що дитина вчиться у школі, то вони будуть застосовуватися адміністративні заходи аж до позбавлення батьківських прав.
5 серпня, ввечері, російські окупанти здійснили обстріл магістралі, яка транспортує водень на ЗАЕС, в результаті чого виникла пожежа, пошкоджені лінії електропередач. Тож 4-й енергоблок ЗАЕС був відключений від енергосистеми та переведено до резерву.
6 серпня ідентифіковано командира одного з підрозділів рф, який в розташований в Енергодарі. Мова йде про так звану 7-у військову базу (в/ч 09332), місце дислокації — місто Ґудаута, Абхазія. Командир — полковник Клименко Вадим Володимирович, 30.09.1970 р.н., уродженець смт Просяна Покровського району Дніпропетровської області. Його колишня дружина, син та донька досі мешкають в Україні, але це не заважає йому особисто давати вказівки обстрілювати міста України. До лав російської армії він потрапив не у 2014 році, а набагато раніше. Вже у 1999 році він відзначився на війні у Чечні у складі бригади морської піхоти чорноморського флоту, після чого проходив службу у 40-й окремій бригаді морської піхоти на Камчатці. Має звання «герой росії».
13 серпня окупанти знову здійснили обстріли ЗАЕС з села Водяне та продовжують готувати провокації під українським прапором. 
Один з артилерійських ударів рашистів пошкодив перший блок насосної станції цеху теплових та підземних комунікацій. Ще один удар призвів до часткової руйнації пожежної частини, що відповідає за безпеку ЗАЕС. Також в результаті ворожих обстрілів відбулося займання лісу та трави на прилеглих територіях, що викликало значне задимлення. Гасіння пожеж, спричинених обстрілами було ускладнено через обстріл пожежної частини.
Одночасно окупанти активно створюють «картинку» для власної пропаганди. З цією метою на станцію нещодавно завезли два автобуси «масовки», яка має виконувати роль начебто «місцевих жителів та персоналу». Справжні місцеві мешканці та персонал відмовляються брати участь у подібних постановках.
До стели «Енергодар» на в'їзді в місто рашисти підігнали самохідну артилерійську установку «Піон» із нанесеною білою фарбою літерою «z». На САУ піднято синьо-жовтий український прапор. Вочевидь, вона використовуватиметься для чергових провокацій з метою звинувачення ЗСУ.
15 серпня окупанти продовжують захоплювати в Енергодарі об'єкти та підприємства, встановлювати там свої порядки і чинити тиск на працівників, а саме, Енергодарське відділення «ВП Василівський відділ «ДУ Запорізький ОЦ КПХ МОЗ» (лабораторний центр),  штат якого складає 33 працівника, які відмовилися від співпраці з окупантами і з 16 серпня припинили виходити на роботу.

### Жовтень
19 жовтня, вночі, російські окупанти здійснили черговий обстріл Енергодара. В результаті обстрілу пошкоджена будівля виконавчого комітету Енергодарської міської ради та одна із підстанцій міста.

## Перебіг подій (2023)

### Серпень
18 серпня, о 09:23, український дрон-камікадзе «залетів» у кабінет «начальника поліції», де керівники окупаційної поліції проводили нараду, пролунав потужний вибух. Внаслідок вибуху чисельні поранення отримали: начальник міського відділу полковник МВС РФ Павло Чесанов (Чувашська республіка), його заступник з оперативної роботи, керівник слідчого відділу, начальник чергової частини та керівники низки підрозділів.